# Frank Oszkár
Frank Oszkár (Budapest, 1922. augusztus 24. – 2019. július 6.) magyar zeneszerző, zeneelmélet tanár.

## Életpályája
Zenei tanulmányait magánúton kezdte Kuti Sándor zeneszerző, majd Turán Gézáné zongoraművész vezetésével. 1946-ban Weiner Leó tanította összhangzattanra, 1949-től 1954-ig a Liszt Ferenc Zeneművészeti Főiskola hallgatója volt. Tanárai (többek között): Szabó Ferenc (zeneszerzés), Bárdos Lajos (prozódia), Kodály Zoltán (népzene), Szőnyi Erzsébet (szolfézs), Szabolcsi Bence (zenetörténet), Kósa György (zongora), Nagy Olivér (partitúraolvasás). 1954 óta folyamatosan tanított. Szakterülete: zeneelmélet, szolfézs, zeneirodalom.

### Főbb munkahelyei
- Bartók Béla Zeneművészeti Szakiskola, Miskolc (1954-1961)
- Juhász Gyula Tanárképző Főiskola, Szeged (1961-1982)
- Dohnányi Ernő Zeneművészeti Szakközépiskola, Veszprém (1984-1991)
- Miskolci Bölcsész Egyesület, Miskolc (1991-1998)
- Continuo Alapítványi Zeneiskola, Budapest (1991-től)
- Óradíjas tanárként 1980-tól 1982-ig a Budapesti Tanítóképző Főiskolán szolfézst, 1981-től 1983-ig a Liszt Ferenc Zeneművészeti Főiskolán zeneelmélet-módszertant tanított.
- A Continuo Alapfokú Művészeti Iskola és Zeneművészeti Szakközépiskola tanára volt 1991-től az iskola működéséig.

Számos zeneelméleti szakkönyvet és tankönyvet publikált, valamint több elemző tanulmánya jelent meg pedagógiai folyóiratokban.

## Kórusművei
- Három vidám kórus (Weöres Sándor verseire, 1964)
- Altató (József Attila, 1965)
- Macskazene (saját szöveg, 1966)

## Könyvei
- A klasszikus moduláció (Zeneműkiadó, Budapest, 1970)
- A funkciós zene harmónia- és formavilága (Zeneműkiadó, Bp., 1973, 1978, 1981)
- Zeneelmélet III. (főiskolai tankönyv; Tankönyvkiadó, Bp., 1973)
- Zeneelmélet IV.
- Zeneelmélet V.
- Frank Oszkár – Monoki Lajos: Ének IV. (1976)
- Bevezető Bartók mikrokozmoszának világába (1977; Tankönyvkiadó, Bp. 1994)
- Bartók és a gyermekek I. (1981; (összevont, átdolgozott kiadás: Tankönyvkiadó, Bp., 1994)
- Bartók és a gyermekek II. (Tankönyvkiadó, Bp., 1985)
- Hangzó zeneelmélet (6 kazettával) (Tankönyvkiadó, Bp., 1990)
- Zeneesztétika, zeneirodalom, zenemű-ismertetés dióhéjban. (A szerző kiadása, Bp., 1994)
- Alapfokú zeneelmélet. (Music Trade, Bp., 1994)
- A romantikus zene műhelytitkai I. Schubert-dalok (Akkord Zenei Kiadó, Bp., 1994)
- Gyakorlófüzet a Hangzó zeneelmélethez (1 kazettával) (A szerző kiadása, Bp., 1995)
- Formák, műfajok a barokk és klasszikus zenében. (A szerző kiadása, Bp., 1996)
- Hangzó zeneelmélet (2. változat két kazettával) (Comenius Bt. Pécs, 1997)
- A romantikus zene műhelytitkai II. Chopin mazurkák, prelűdök, noktürnök, balladák (Akkord Zenei Kiadó, Bp., 1999)
- A romantikus zene műhelytitkai III. Liszt Ferenc: Années de Pèlerinage. (A szerző kiadása, Bp., 2004.) ISBN 963 430 875 9
- Schubert-dalok. Akkord Zenei Kiadó, 1994. ISBN 963 852353 0
- Debussy-harmóniák. (A szerző kiadása, Bp., 2003)
- A szonátaforma Mozart műveiben (A szerző kiadása, Bp., 2005)
- Hangzó zeneelmélet (3. változat, 2 CD-vel) (Rózsavölgyi és Társa, Bp., 2005)
- Vidám történetek. Egy 50 éve munkálkodó zenetanár visszaemlékezései; magánkiadás, Bp., 2006

### Idegen nyelvre fordított könyvei
- Bevezető Bartók Mikrokozmoszának világába (Japán nyelven, Zen On Kiadó, Tokyo)
- Bartók és a Gyermekek (Angol nyelven, Tankönyvkiadó, Bp. 1995)

### Főiskolai jegyzetei
- Zeneelmélet IV. (Tankönyvkiadó, Bp. 1968, 1970)
- Zeneelmélet V. (Tankönyvkiadó, Bp. 1968, 1970)
- Ének III. (Tankönyvkiadó, Bp. 1971)
- Ének IV. (Tankönyvkiadó, Bp. 1974)
- Zeneelméleti alapismeretek (Miskolci Bölcsész Egyesület (1991,1996)

### Tanulmányok, cikkek
- Bartók Béla: Bolyongás (Csongrád megyei Népműv. Tanácsadója 1965)
- Moduláció a klasszikus zenében (Szegedi Tanárképző Főiskola, Tud. Közleményei 1968,1970, 1971)
- Bartók: Mikrokozmosz, az I. kötet elemzése (Szegedi Tanárképző Főiskola Tud. Közleményei 1974)
- Néhány szó a középfokú zeneelmélet oktatásáról (Parlando, 1971/VI.)
- Három cikk a Schubert-dalokról (Parlando, 1985, 1986, 1989)
- Recenzió Kocsárné Herboly Ildikó könyvéről (Parlando, 1960-as évek)
- Recenzió Valentyina Holopova könyvéről (Parlando, 1977/XI.)
- Recenzió Kodály: Vértanúk sírján c. művéről (Parlando, 1983/XII.)
- Recenzió Knud Jeppesen Ellenpont-könyvéről (Parlando, 1988/X.)
- Mikrokozmosz-darabok elemzése I. (Az ének-zene tanítása, 1977/3.)
- Mikrokozmosz-darabok elemzése II. (Az ének-zene tanítása, 1977/4.)
- Mikrokozmosz-darabok elemzése III. (Az ének-zene tanítása, 1978/1.)
- Mikrokozmosz-darabok elemzése IV. (Az ének-zene tanítása, 1978/2.)
- Mikrokozmosz-darabok elemzése V.(Az ének-zene tanítása, 1986/3.)
- Liszt szimfonikus művei (Az ének-zene tanítása, 1986/3.)

## Díjai, elismerései
- Nívódíjak (1974, 1975, 1978, 1982; könyveiért)
- Pro Juventute (gyűrű, 1979)
- Munka Érdemrend bronz fokozat (1982)